# そば街道 (山形県)
そば街道（そばかいどう）は、山形県内にある蕎麦の店舗が連なる街道。山形県内の村山地方に3か所ある。

## 最上川三難所そば街道
村山市にあるそば街道。村山市を流れる最上川には3つの三難所（碁点、三ヶ瀬、隼）があり、最上川三難所沿いに蕎麦の店舗が連なることから名付けられた。村山市では昔から農家が多く、地域では田植えや稲刈りなどの農作業をした後、労をねぎらうそば振る舞いが行われていう。このような伝統を引き継ぐため、1994年にそば屋が軒を連ねる15キロメートル (km) の道のりをそば街道としている。2019年現在14の店舗が加盟。板そばを提供している店舗が多い。
村山市は日本三大急流の一つである最上川や、葉山などの自然に囲まれ、寒暖の差が激しい気候がそばの旨味のもとであるデンプンを多く生み出すため、そば栽培の適地とされている。

## おくのほそ道 尾花沢そば街道
尾花沢市にあるそば街道。尾花沢でそばは農作物として重宝され、昔からさかんに栽培されてきた。寒暖差40度という厳しい気候風土と、御所山から流れ出る清冽な地下水がおいしさの秘訣とされている。2019年現在13の店舗が加盟。

## 大石田そば街道
大石田町にあるそば街道。大石田の平野部と山間部を中心に展開。大石田町は玄そばの産地としても知られており、生産量は山形県内でもトップクラスとされている。在来種の来迎寺や次年子の地そばを使った大石田そばが有名。2019年現在13の店舗が加盟。

## その他
上記の北村山地区で作られた3種類のそばを一度に味わえる『そばの里まつり』を例年開催している。